# Ahmedpur Lumma
Ahmedpur Lumma – miasto w Pakistanie, w prowincji Pendżab. W 2017 roku liczyło 23 499 mieszkańców.